# Draliny
Draliny (prononciation : [draˈlinɨ]) est une localité polonaise de la gmina de Pawonków, située dans le powiat de Lubliniec en voïvodie de Silésie.